# Altair
För andra betydelser, se Altair (olika betydelser).
Altair (α Aql, α Aquilae, Alfa Aquilae) är den starkast lysande stjärnan i stjärnbilden Örnen och den tolfte starkaste stjärnan på klar natthimmel, med en magnitud på +0,77. Namnet Altaïr är arabiska för flygaren.
Altair är en vertex i sommartriangeln. Altair är en typ "A" eller en vit stjärna på 17 ljusårs avstånd från jorden; en av de närmsta stjärnorna synliga med blotta ögat. 
Altair tillsammans med Beta Aquilae och Gamma Aquilae, bildar en välkänd linje av stjärnor ibland kallad för Örnens handtag.

## Fysiska egenskaper
Altair är mest känd för sin extremt snabba rotation,   mätt genom dess spektrallinje, det är fastställt att dess ekvator roterar ett helt varv på 6,5 timmar (andra källor ger en rotationstid på 9 eller 10,4 timmar). Som jämförelse tar det 25 dagar för vår sol att rotera ett helt varv. Som ett resultat av den snabba rotationen, är dess ekvatoriella diameter 22 procent större än diametern vid polerna. 
Man har nyligen lyckats att fotografera Altairs yta. Detta har givit verifikationen på gravitationsmörkning.

## Anmärkning
1. På grund av dess snabba rotation är Altairs radie större vid dess ekvator än vid dess poler; det är också svalare vid ekvatorn än vid polerna.